# Yoshito
Yoshito (jap. よしと, ヨシト) – męskie imię japońskie.

## Znane osoby
- Yoshito Kajiya (義人), japoński polityk
- Yoshito Ōkubo (嘉人), japoński piłkarz
- Yoshito Sengoku (由人), japoński polityk
- Yoshito Terakawa (能人), japoński piłkarz
- Yoshito Usui (儀人), japoński mangaka
- Yoshito Yamahara (義人), japoński mangaka
- Yoshito Yasuhara (義人), japoński seiyū

## Fikcyjne postacie
- Yoshito Kikuchi (善人), bohater mangi i anime Great Teacher Onizuka